# Pristoceuthophilus
Pristoceuthophilus es un género de insectos perteneciente a la familia Rhaphidophoridae, nombrado por James A. G. Rehn en 1903.
Este género contiene las siguientes especies:
- Pristoceuthophilus arizonae Hebard, 1935
- Pristoceuthophilus celatus (Scudder, 1894)
- Pristoceuthophilus cercalis Caudell, 1916
- Pristoceuthophilus gaigei Hubbell, 1925
- Pristoceuthophilus marmoratus Rehn, 1904
- Pristoceuthophilus pacificus (Thomas, 1872)
- Pristoceuthophilus polluticornis (Scudder, 1899)
- Pristoceuthophilus salebrosus (Scudder, 1899)
- Pristoceuthophilus sargentae Gurney, 1947
- Pristoceuthophilus tuberculatus (Caudell, 1908)
- Pristoceuthophilus unispinosus (Brunner, 1888)

El grillo de la cueva Samwell todavía no ha sido formalmente descrito, pero se le asigna este género.